# 約翰·蓋伊
约翰·盖伊（John Gay ，1685年6月30日—1732年12月4日）是英国诗人和剧作家，他也是涂鸦社的成员。

## 早年
盖伊出生於英国巴恩斯特珀爾。 
他的首部戏剧作品《莫霍克人》（The Mohocks）於1712年完工。次年他創作的喜剧《巴斯的妻子》（The Wife of Bath）在德鲁里巷剧院上映。